# Euphaedra innota
Euphaedra innota är en fjärilsart som beskrevs av Holland 1920. Euphaedra innota ingår i släktet Euphaedra och familjen praktfjärilar. Inga underarter finns listade i Catalogue of Life.